# 中江県
中江県（ちゅうこう-けん）は中華人民共和国四川省徳陽市に位置する県。

## 行政区画
- 鎮:凱江鎮、南華鎮、回竜鎮、通済鎮、永太鎮、黄鹿鎮、集鳳鎮、富興鎮、輯慶鎮、興隆鎮、竜台鎮、永安鎮、玉興鎮、永興鎮、悦来鎮、継光鎮、倉山鎮、広福鎮、会竜鎮、万福鎮、普興鎮、聯合鎮、馮店鎮、積金鎮、太安鎮、東北鎮
- 郷:柏樹郷、白果郷、永豊郷、通山郷

## 交通
鉄道
- 中国鉄路総公司
  - 中国鉄路成都局集団公司
    - 達成線

道路
高速道路
- 滬蓉高速道路
- 成巴高速道路（中国語版）
- 成都経済区環状高速道路（中国語版）

国道
- G245国道（中国語版）
- G305国道（中国語版）

省道
- 106省道

## 健康・医療・衛生
- 中江県人民医院
- 中江県紅十字医院